# Morąg (công xã)
Gmina Morag là Gmina một đô thị-nông thôn (công xã) tại Ostróda, WARMIŃSKO-MAZURSKIE, ở miền bắc Ba Lan. Khu vực hành chính của nó là thị trấn Morąg, nằm cách khoảng 25 kilômét (16 mi) về phía bắc Ostróda và 41 km (25 mi) về phía tây của thủ đô khu vực Olsztyn.
Gmina có diện tích 310,55 kilômét vuông (119,9 dặm vuông Anh), và tính đến năm 2006, tổng dân số của nó là 24.886 (trong đó dân số Morąg lên tới 14.497, và dân số của vùng nông thôn của  Gmina là 10.389).

## Làng
Ngoài thị trấn Morag,  Gmina Morag chứa các làng và các khu định cư của Anin, Antoniewo, Bartężek, Białka, Bogaczewo, Borzymowo, Bożęcin, Bramka, Chojnik, Dobrocinek, Dury, Dworek, Gubity, Gulbity, Jędrychówko, Jurecki Mlýn, Jurki, Kadzianka, Kamionka, Kepa Kalnicka, Kretowiny, Królewo, Kruszewnia, Kudypy, Łączno, Lubin, Lusajny Nam, Maliniak, Markowo, Morzewko, Niebrzydowo Nam, Niebrzydowo Wielkie, Nowy Dwór, Obuchowo, Piłąg, Plebania Wolka, Prętki, Prośno, Raj, Rogowo, Rolnowo, Rus, Silin, Słonecznik, Stabuniki, Strużyna, Szczuplinki, Szymanowo, Tątławki, Wenecja, Wilnowo, Wola Kudypska, Worytki, Woryty Morąskie, Zabi Rog, Zawroty, Zbożne, Złotna và zwierzyniec.

## Gmina lân cận
Gmina Morag giáp với các Gmina của Godkowo, Łukta, Małdyty, Miłakowo, Miłomłyn, Paslek và Świątki.